# IJslandvaart

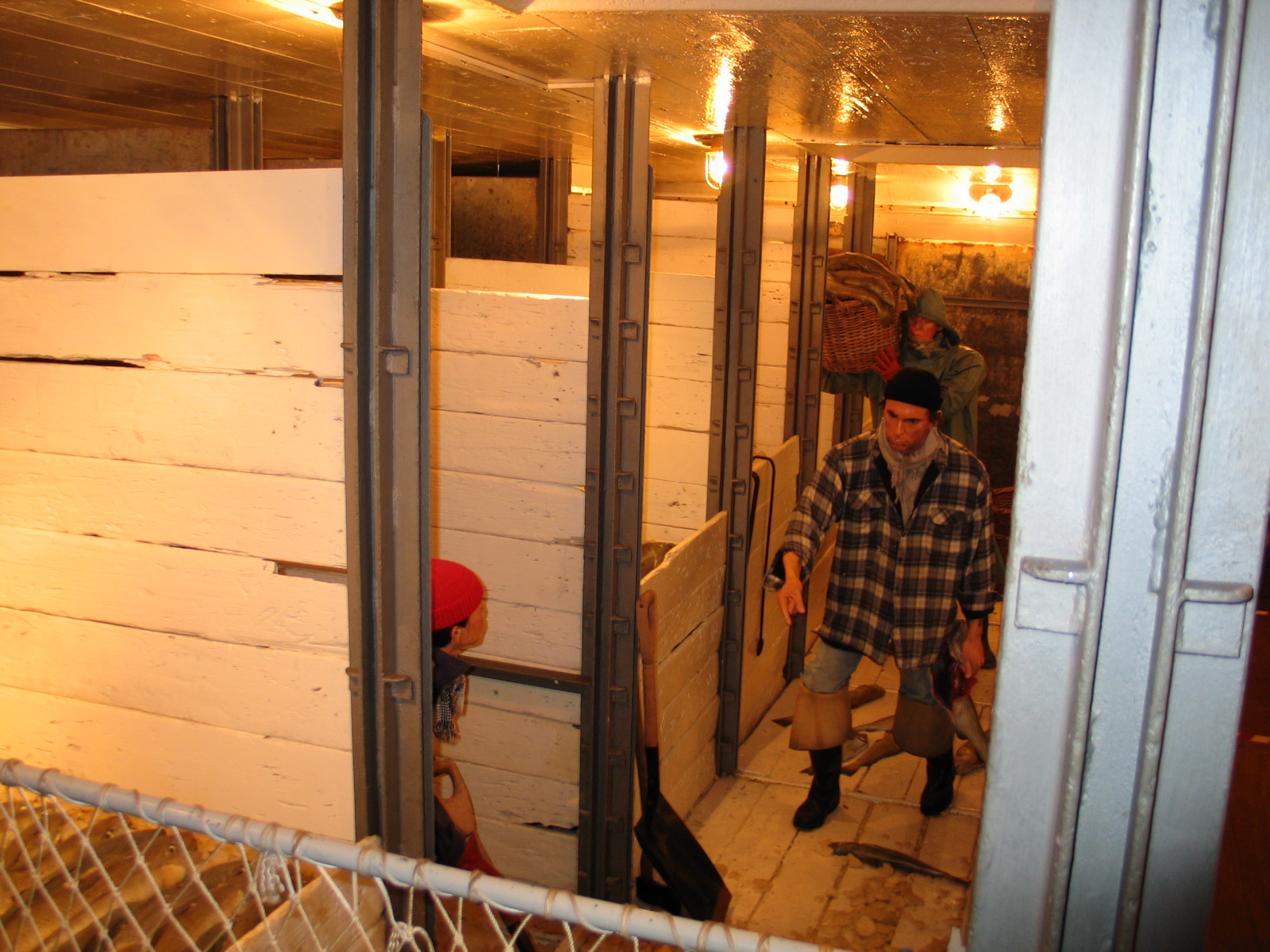
Opstelling aan boord van het museumschip O.129 Amandine

De IJslandvaart is het bevissen van de IJslandse visgronden van het continentale plat rond IJsland door vissersschepen uit verschillende landen, waaronder België, Nederland, Duitsland, Groot-Brittannië en de Verenigde Staten. Duizenden vissers verdienden hun brood op de IJslandvaart, hun schepen werden IJslanders genoemd. In de wateren rond IJsland was veel vis, met name kabeljauw. Er werd  met kleine schepen soms 6000 kg vis per dag gevangen. 

## Geschiedenis
Reeds in de 17de eeuw was er sprake van IJslandvaarders.
Met zeilschepen duurde de vaart zes maanden, van het voorjaar tot het einde van de zomer. De laatste Belgische IJslandvaarder die met de klassieke IJslandvaart vanuit Noord-Frankrijk op zeilschepen de kost verdiende was Theophiel Decroo in 1934. De laatste Vlaamse IJslandvaarder was Engel Puystiens, hij overleed op 95-jarige leeftijd. Bonte uit Adinkerke was dan weer de laatste in leven zijnde IJslandvaarder. Hij deed drie reizen van zes maanden vanuit Duinkerke en overleed in 1979.

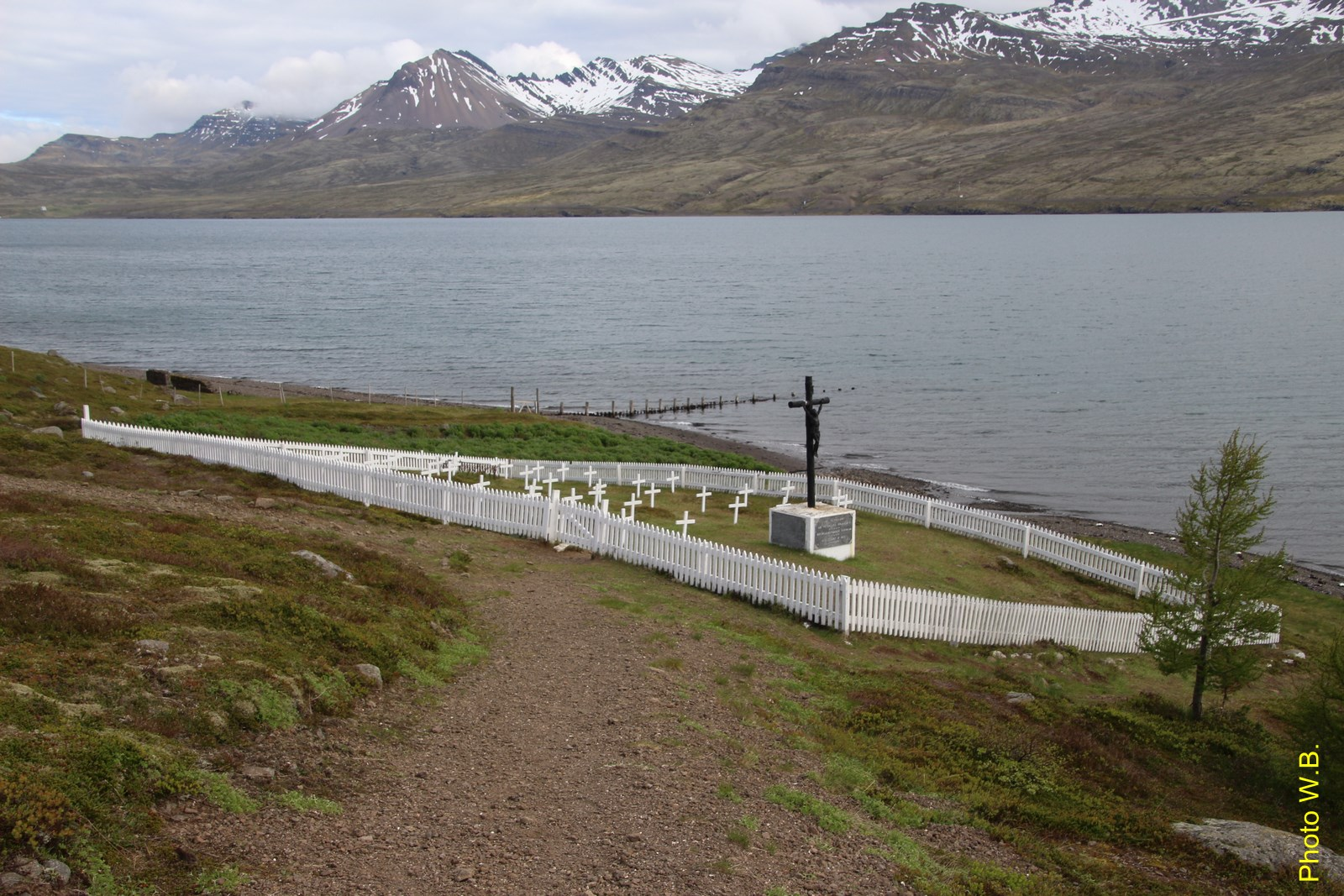
Het Frans-Belgisch kerkhof te Fáskrúðsfjörður, IJsland

Rond 1935 telde België 250 gemotoriseerde treilers voor de IJslandvaart.
Er gingen tal van schepen verloren. Vanaf 1945 lieten 49 vissers het leven in de IJslandse wateren, waarvan er 23 door golven overboord werden gesleurd.  

## Het leven aan boord

### Tocht
De afstand tot IJsland bedraagt vanuit Oostende duizend zeemijl. Met een moderne 20e-eeuwse treiler nam dat zo'n vier dagen in beslag via wateren die geregeld door stormen werden geteisterd. IJslandvaarders waren stevig gebouwd om het lange verblijf op soms woelige zeeën te doorstaan. 

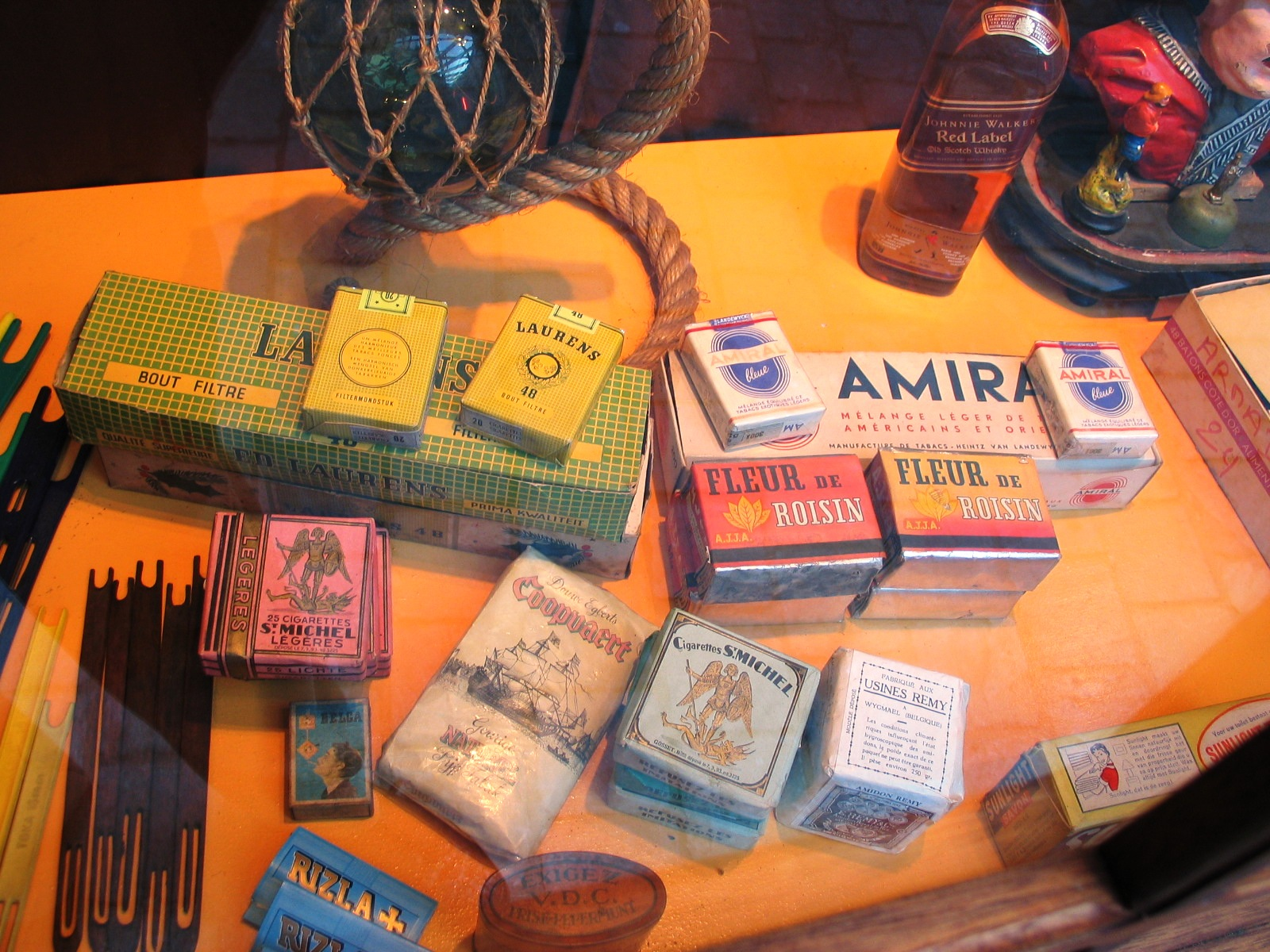
Belastingvrije genotsmiddelen aan boord van museumschip O.129 Amandine

Het schip sleepte een groot treilnet achter zich aan. Aan boord werd de vis zo snel mogelijk gegut (het wegsnijden van de ingewanden), vaak ononderbroken in diensten van 18 uur. Kabeljauw, tot anderhalve meter lang, vormde de hoofdmoot. De vis werd  eerst in een wasbak gegooid en kwam dan, via het visluik op de planken vloer van het visruim terecht. De stuurman was verantwoordelijk voor het stouwen van de 70 ton wegende vangst en hield daarbij rekening met de stabiliteit van zijn schip. Een vol ruim kon in 1962 12.400 euro opleveren; in 1995 was de vracht tot 86.850 euro waard.
Aan boord liep een visser wacht van 22 uur tot 8 uur 's morgens, van 8 uur tot 16 uur en van 16 uur tot 22 uur. Vaak namen schippers hun zonen mee. Vissers op de IJslandvaart genoten een groot aanzien bij hun collega's. Ze werkten tijdens de winter bij lage temperaturen en kregen te maken met black frost waarbij zich tonnen ijs op het schip vormden. Hiermee vergeleken was vissen op de Noordzee een relatief gemakkelijke klus.

### Weer aan de kade
Na een tocht van gemiddeld drie weken kreeg de bemanning drie dagen rust. De vangst werd in 5 à 6 uur aan land gebracht, onmiddellijk na het aanmeren. De manden (luwebennen) bevatten 70 tot 80 kg vis en ijs. Dan voer het schip naar een kade in de buurt van de pakhuizen van de rederij waar eventuele onderhoudswerken werden uitgevoerd. De tweede dag kwam nieuw ijs aan boord en op de derde dag leverden de bakker, groenteboer, aardappelboer en slager de levensmiddelen.

## Het einde van de IJslandvaart
Als reactie op de grote belangstelling door buitenlandse vissers voor de vis rond IJsland zocht dat land, via internationaal overleg, een manier om zijn visgronden te beschermen. Tussen 1901 en 1975 werd de territoriale zee uitgebreid tot een exclusieve economische zone van 200 zeemijl. In 1972 gold een verbod op vangst binnen een 50 mijlzone. Negentien Oostendse schippers, samen met een aantal vissers uit Noorwegen en de Faeröer, kregen toelating om met hun bestaande schepen binnen de limieten te vissen. De in 1962 gebouwde middelgrote treiler O.129 Amandine bleef als laatste tot 1995 actief. In het jaar 2000 werd ze op het droge getakeld en ingericht als museumschip over de IJslandvaart.